# 5332 Davidaguilar
5332 Davidaguilar este o planetă minoră (asteroid), cu un diametru de 3,6 km, din Asteroid Amor. A fost descoperită pe 16 februarie 1990 la Dainik Astronomical Observatory⁠(d) de Atsushi Sugie⁠(d). 
Obiectul prezintă o orbită caracterizată de o semiaxă mare de 2,1633254 UAi, o excentricitate de 0,456725, o înclinație de 25,47205 ° în raport cu ecliptica.